# Thore D. Hansen

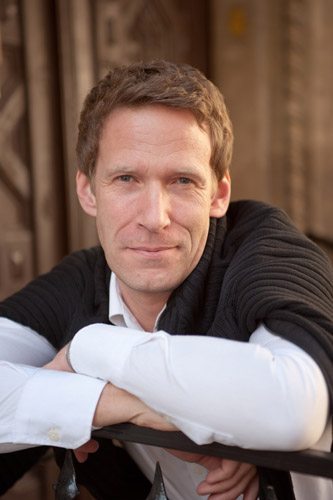
Thore D. Hansen

Thore D. Hansen (* 25. März 1969 in Sankt Peter-Ording) ist ein deutscher Journalist und Schriftsteller.

## Leben
Hansen wuchs in Sankt Peter-Ording auf, studierte in Hamburg und Boston Politikwissenschaft und Soziologie und spezialisierte sich auf die Analyse internationaler Politik, Kriegsursachenforschung und die Arbeit von Geheimdiensten. Hansen arbeitete zwischen 1991 und 2010 zunächst für  Tageszeitungen und Magazine in Deutschland, Österreich und Spanien. Als Internetpionier erlebte er 2001 den Aufstieg und Fall der New Economy als Wirtschaftsredakteur für das Internetmagazin Tomorrow und wirkte zudem zwischen 2006 und 2010 als Pressesprecher zweier europäischer Großbanken und erlebte den Ausbruch der Finanzkrise direkt mit. Seit 2010 ist er überwiegend als Schriftsteller tätig und seit 2019 Mitglied im PEN-Zentrum Deutschland sowie Mitgründer des PEN Berlin.

## Werk
Prägend für seine Spezialisierung auf die internationale Arbeit von Geheimdiensten war die Freundschaft zu dem ehemaligen CIA-Agenten Philip Agee. Als Nachfahre des Friedensnobelpreisträgers Fridtjof Nansen fühlte sich Hansen früh einer Friedenspolitik verpflichtet und als Student von Noam Chomsky führte er die Zusammenhänge der US-Außenpolitik mit den praktischen Erfahrungen des CIA-Agenten Phillip Agee in Einklang. Hansens Bücher sind geprägt vom Anspruch der faktischen Recherche, um geheime und zeitgenössische Phänomene zu hinterfragen und belletristisch zu verarbeiten.
Silent Control, der zweite in Deutschland veröffentlichte Roman von Thore D. Hansen, erschien im November 2012 und beschreibt das Potenzial der Datenspionage in einer dramatischen Dystopie. Hansen verbindet auch in diesem Werk Fakten und Fiktion, um das totalitäre Potenzial des Zeitalters der Digitalisierung zu thematisieren. Durch die Enthüllungen des ehemaligen NSA-Agenten Edward Snowden bescheinigen die Kritiken dem Werk einen sehr starken Bezug zur Realität und dem Autor die Kunst, politisch brisante Themen und Insiderwissen in Hochspannung zu verwandeln. Mit Silent Control nahm Hansen zum Teil die Enthüllungen Edward Snowdens in seinen Wirkungen und Folgen für die Demokratie vorweg. Kurz nach der Eskalation des NSA-Skandals im Juni 2013 wirkte Hansen als Berater in Rundfunk- und Fernsehsendungen mit.
Im Februar 2015 erschien der Politthriller Quantum Dawn. Dabei entdeckt die Ermittlerin Rebecca Winter die Abgründe des Finanzmarktes und muss einen drohenden Angriff auf die Weltbörsen abwehren. Die Geschichte basiert auf den Hintergründen der Finanzmarktkrise sowie den Risiken des Hochfrequenzhandel.
Im September 2016 folgte die Fortsetzung in Form des Politthriller China Dawn, der den drohenden Konflikt zwischen den Weltmächten USA und China thematisiert. Dabei gerät die Ermittlerin Rebecca Winter in Peking in die Abgründe der chinesischen Eliten und entdeckt die Hintergründe der Offshore-Leaks. Eine der Hauptfiguren des Thrillers thematisiert die Jahrzehnte andauernde Praxis der sogenannten Economic Hit Man, die die Praxis der von den USA dominierten Weltbank offenbart.
Im März 2017 veröffentlichte der Europa-Verlag die von Thore D. Hansen verfasste Einordnung der Biografie von Brunhilde Pomsel (1911–2017). Brunhilde Pomsel war von 1942 bis 1945 Sekretärin von Propagandaminister Joseph Goebbels. Das Sachbuch Ein Deutsches Leben basiert auf 30 Stunden Interviewmaterial des gleichnamigen Dokumentarfilms aus dem Jahre 2017. Hansen nimmt in einem historischen Vergleich frappierende Analogien zur politischen Entwicklung der Gegenwart auf. Das Buch wurde weltweit in 20 Sprachen übersetzt.

### Werke von Thore D. Hansen
- Die Hand Gottes. Scorpio Verlag, 2011, ISBN 978-3-942166-27-0.
- Silent Control. Europa Verlag, Berlin 2012, ISBN 978-3-944305-00-4.
- Die keltische Verschwörung. Scorpio Verlag, 2013, ISBN 978-3-943416-05-3; englisch: The Celtic Conspiracy. Amazon Crossing, 2012, ISBN 978-1-61218-347-3.
- Quantum Dawn. Europa Verlag, Berlin 2015, ISBN 978-3-944305-79-0.
- China Dawn. Europa Verlag, Berlin 2016, ISBN 978-3-95890-045-5.
- Mit Brunhilde Pomsel: Ein Deutsches Leben: was uns die Geschichte von Goebbels’ Sekretärin für die Gegenwart lehrt. Europa-Verlag, Berlin 2017, ISBN 978-3-95890-098-1.
- Die Reinsten. Golkonda Verlag, Berlin 2019, ISBN 978-3-946503-90-3.
- Taupunkt. Europa Verlag, Berlin 2023, ISBN 978-3-95890-470-5

### Hörbücher
- The Celtic Conspiracy
- Silent Control
- Quantum Dawn
- The Work I Did: A Memoir of the Secretary to Goebbels